# San José de las Joyas
San José de las Joyas är en ort i Mexiko.   Den ligger i kommunen Galeana och delstaten Nuevo León, i den centrala delen av landet, 600 km norr om huvudstaden Mexico City. San José de las Joyas ligger 2 717 meter över havet och antalet invånare är 232.
Terrängen runt San José de las Joyas är kuperad åt nordväst, men åt sydost är den bergig. Runt San José de las Joyas är det mycket glesbefolkat, med 5 invånare per kvadratkilometer. Närmaste större samhälle är San Francisco de los Blancos, 9,6 km öster om San José de las Joyas. Omgivningarna runt San José de las Joyas är i huvudsak ett öppet busklandskap.